# 昔色乡
昔色乡，是中华人民共和国四川省甘孜藏族自治州甘孜县下辖的一个乡镇级行政单位。

## 行政区划
昔色乡下辖以下地区：
阿然隆村、西松隆村、洛夏村、仁达村、呷达村、昔色上村、昔色中村、昔色下村、格夏村、青沙村、亚龙村、色别村和哈旦达村。